# Abutilon glabriflorum
Abutilon glabriflorum là một loài thực vật có hoa trong họ Cẩm quỳ. Loài này được Hochr. mô tả khoa học đầu tiên năm 1920.